# Église Saint-Sauveur de Gars
L'église Saint-Sauveur est une église située à Gars dans les Alpes-Maritimes. 

## Historique
Des biens situés sur le territoire de Gars sont donnés à l'abbaye de Lérins, en 1081. L'abbaye y a fait l'élevage de ses moutons.
Le village est cité en 1158 ans un acte indiquant que  les castra de Briançonnet et de Gars sont inféodés aux chevaliers de Briançonnet par l'abbé Bonson. 
La construction, probablement à la fin du XIIe siècle, a été faite à l'initiative des moines de Lérins qui ont uni l'église à leur prieuré de Briançonnet dont il reste l'église Notre-Dame. L'église est mentionnée en 1306.
En 1383, Gars est donné par le comte de Provence à Pierre de Terminis. Gars est incendié au début du XVe siècle par les Niçois pour se venger des Grimaldi de Bueil en révolte contre le comte de Savoie. Au XVe siècle, Gars est passé aux Grasse-Bar, puis aux Grasse-Briançon et aux Théas.
L'édifice est inscrit au titre des monuments historiques le 12 décembre 1936.
Célestin Freinet est enterré dans le cimetière.

## Architecture
La nef rectangulaire, à trois travées, voûtées en berceau brisé. L'abside est voûtée en cul-de-four. La porte côté sud est en cintre brisé.
L'église possède un bénitier antique, un autel en marbre et des statues représentant saint-Joseph et l’enfant-Jésus du XVIIIe siècle, la peinture sur toile de la Transfiguration du Christ.

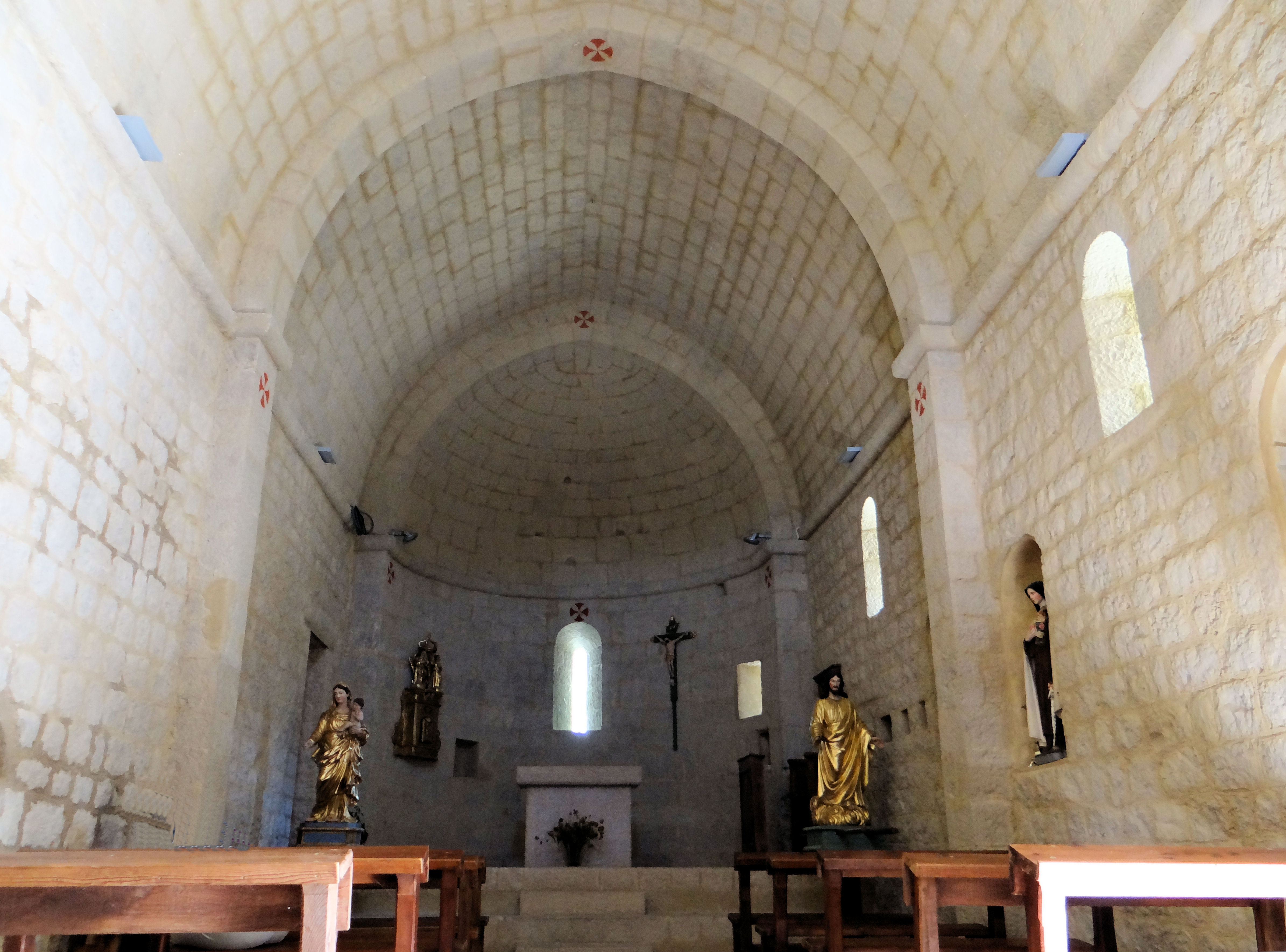
Nef en berceau brisé.
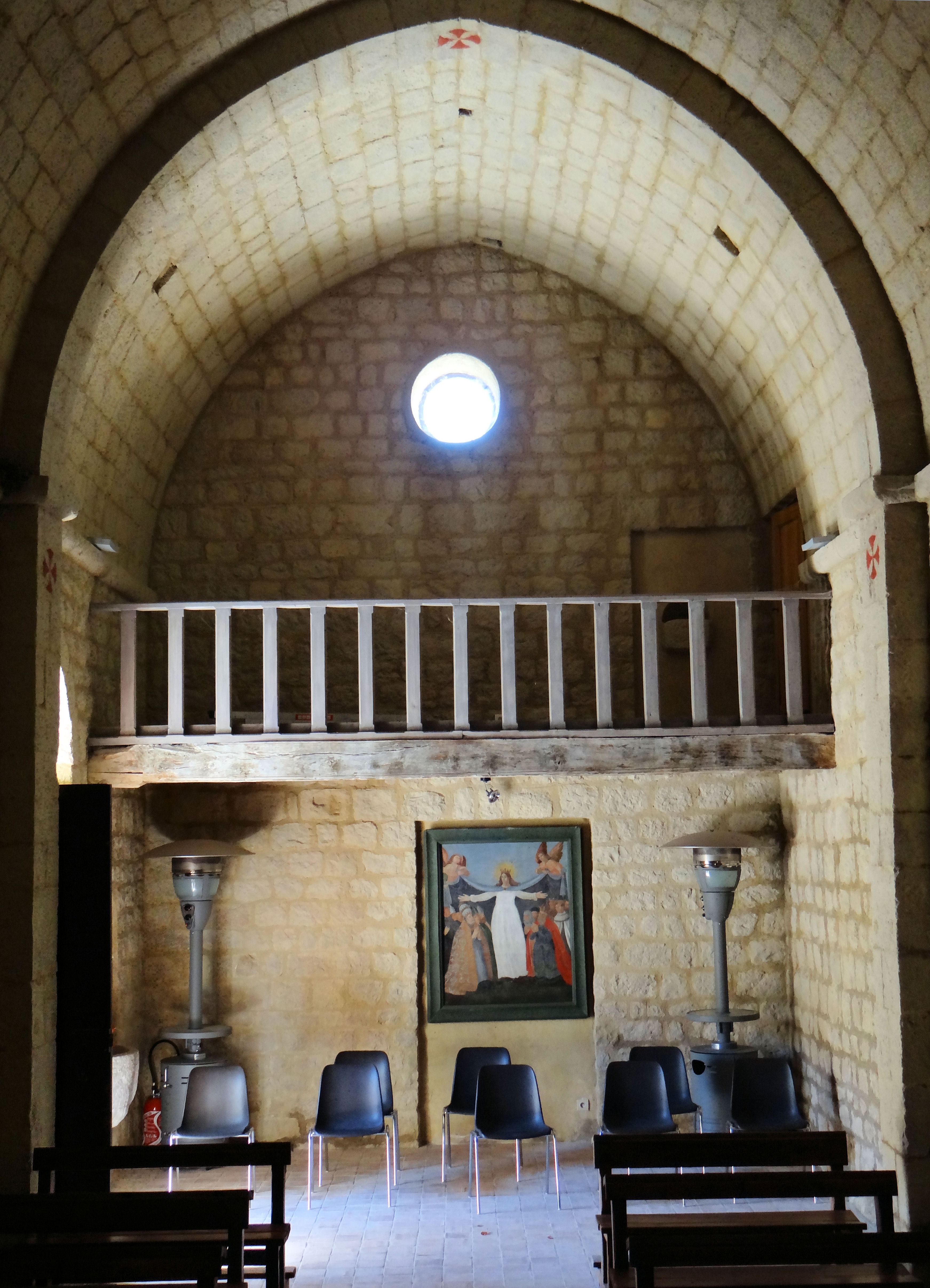
La tribune de la nef.
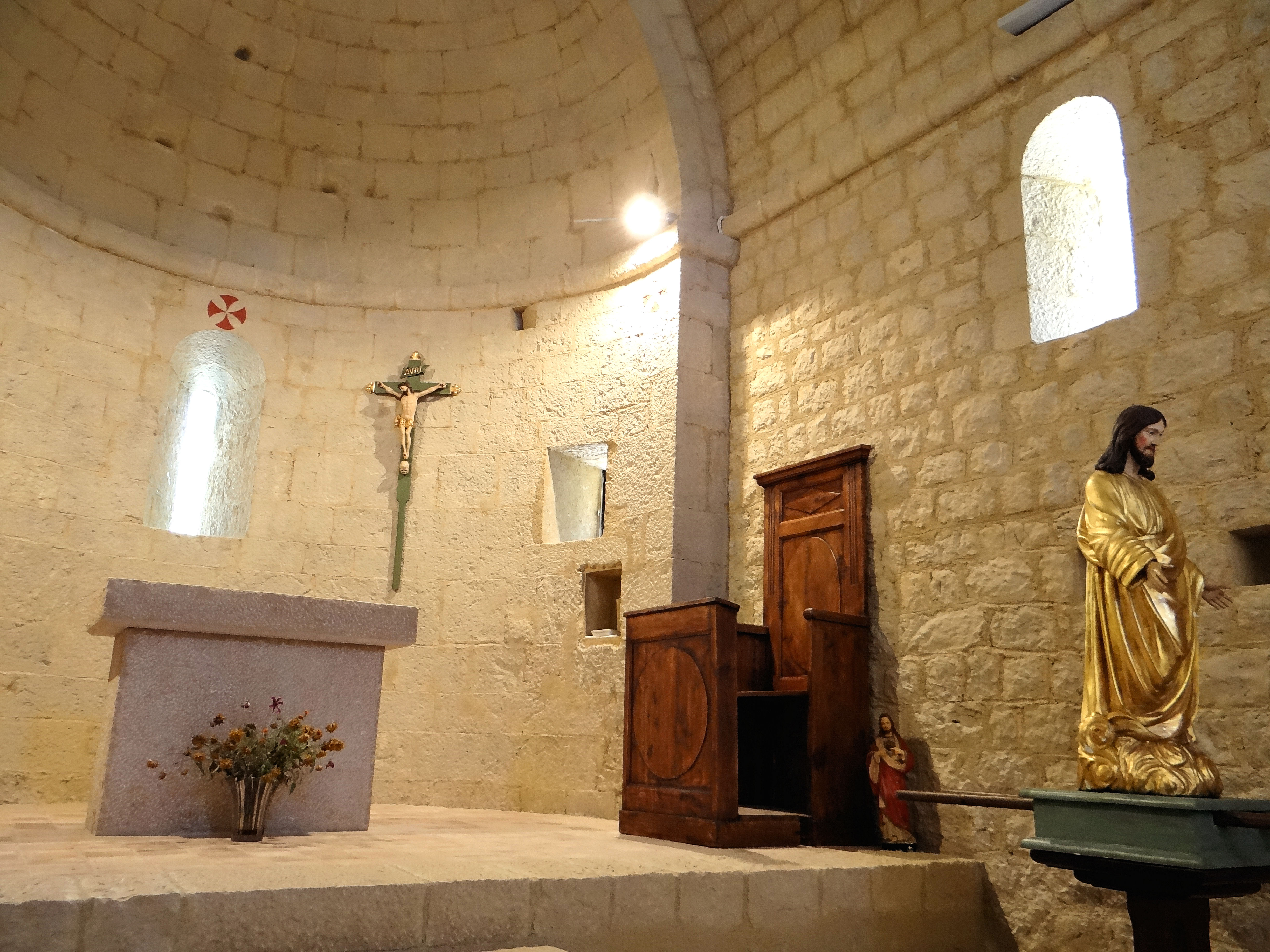
Autel, croix, et sculpture du Christ pour les processions.
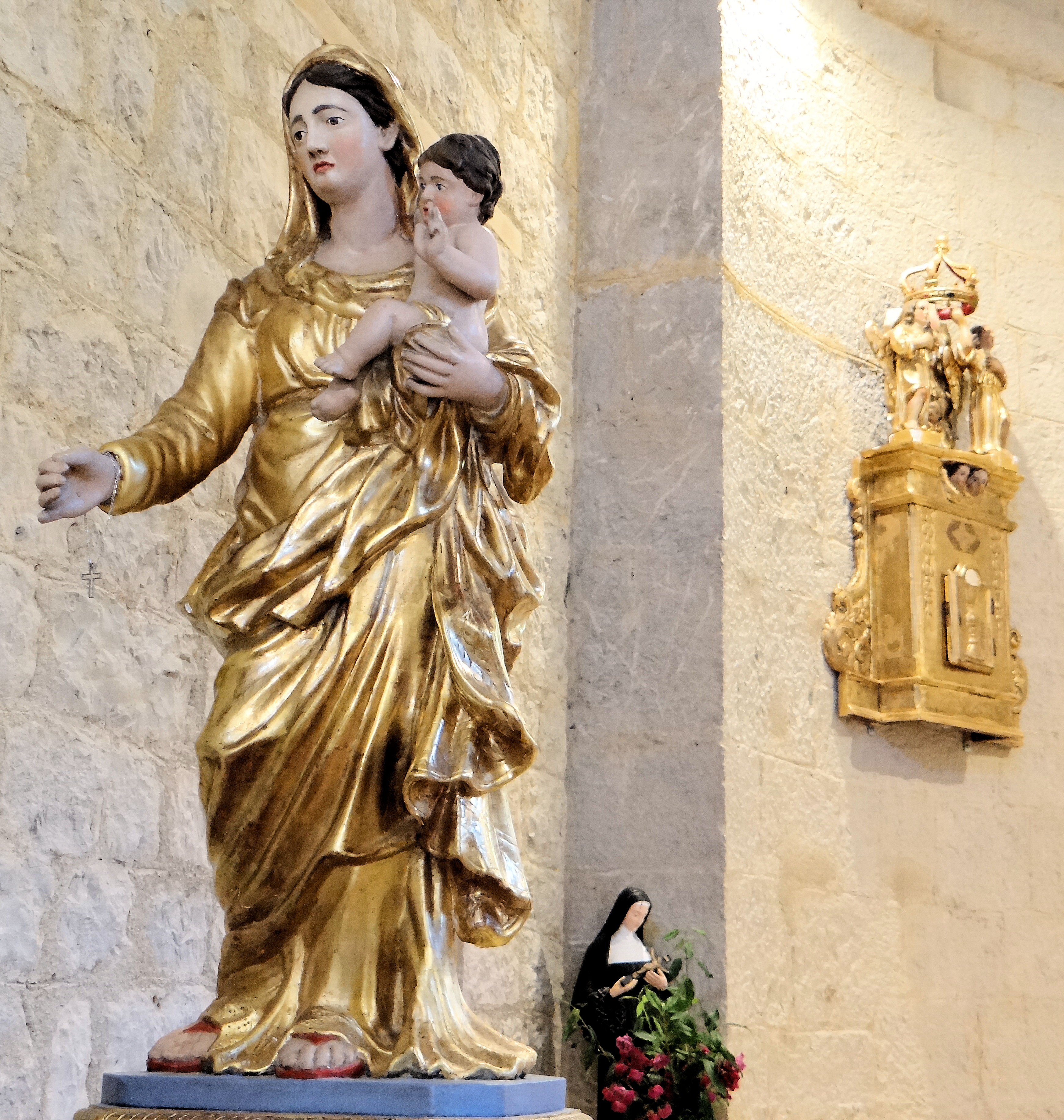
Vierge à l'Enfant.
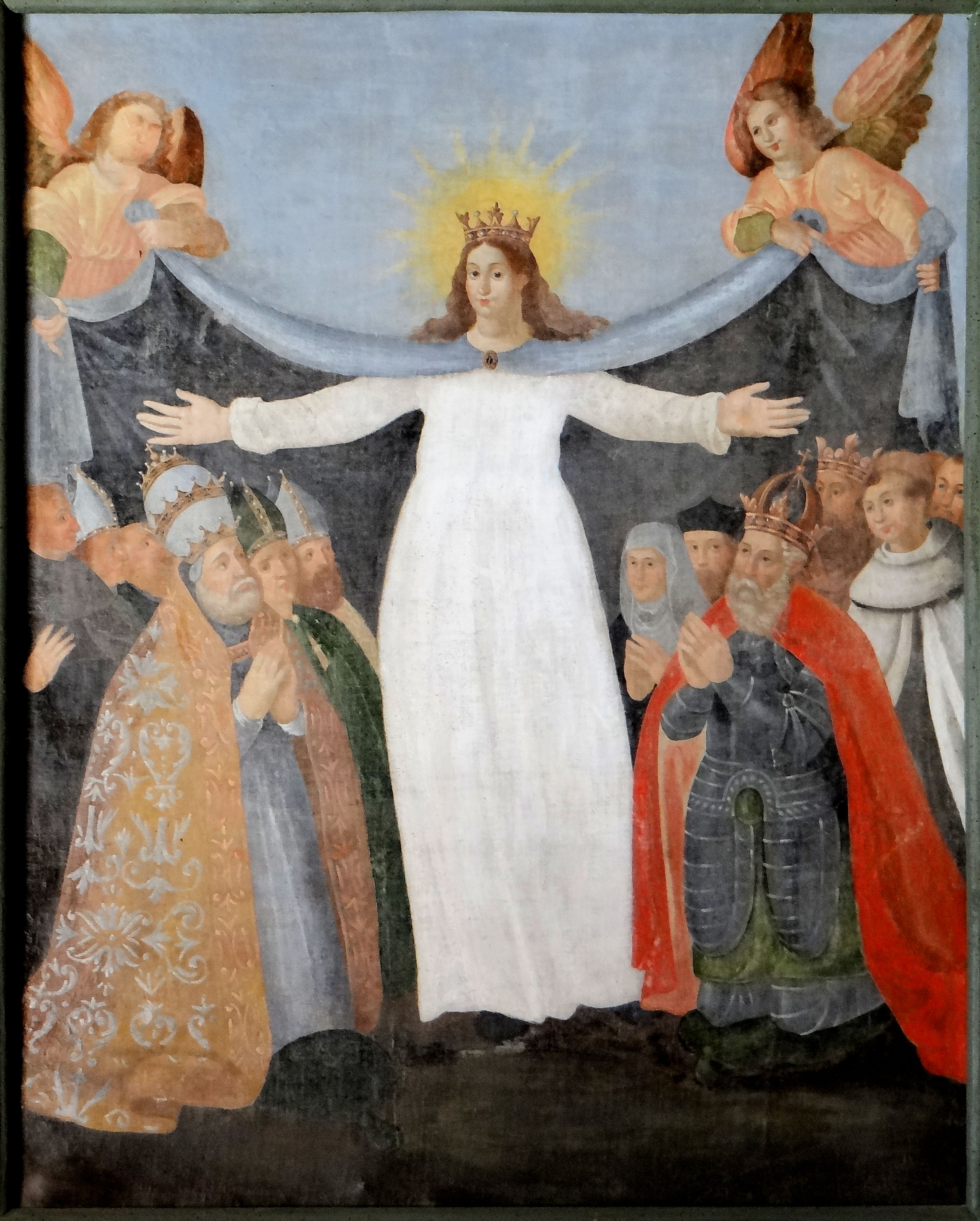
Notre-Dame de Miséricorde.